# 渡辺信濃
渡辺 信濃（わたなべ しなの）は、戦国時代から安土桃山時代にかけての武将。塩谷氏の家臣。実名は不明。下野国塩谷郡長井堀之内城主。

## 略歴
渡辺氏は下野国塩谷郡長井の土豪。塩谷氏の重臣として仕えた。
天正17年（1589年）10月1日、那須氏に長井堀之内城を攻められ切腹する。享年76。